# Kōki Anzai
Kōki Anzai (安西 幸輝 Anzai Kōki?, Hyogo, 31 de mayo de 1995) es un futbolista japonés que juega como defensa en el Kashima Antlers de la J1 League.

## Trayectoria

### Clubes
| Club               | País     | Año       |
| ------------------ | -------- | --------- |
| Tokyo Verdy        | Japón    | 2014-2017 |
| Kashima Antlers    | Japón    | 2018-2019 |
| Portimonense S. C. | Portugal | 2019-2021 |
| Kashima Antlers    | Japón    | 2021-     |

## Estadística de carrera

### J. League
| Club        | Año   | J. League | J. League | Copa J. League | Copa J. League | Total | Total |
| Club        | Año   | Part.     | Goles     | Part.          | Goles          | Part. | Goles |
| ----------- | ----- | --------- | --------- | -------------- | -------------- | ----- | ----- |
| Tokyo Verdy | 2014  | 41        | 2         | -              | -              | 41    | 2     |
| Tokyo Verdy | 2015  | 35        | 1         | -              | -              | 35    | 1     |
| Tokyo Verdy | 2016  | 34        | 0         | -              | -              | 34    | 0     |
| Tokyo Verdy | 2017  | 40        | 3         | -              | -              | 40    | 3     |
| Total       | Total | 150       | 6         | 0              | 0              | 150   | 6     |

## Palmarés

### Títulos internacionales
| Título                      | Club (*)        | Sede    | Año  |
| --------------------------- | --------------- | ------- | ---- |
| Liga de Campeones de la AFC | Kashima Antlers | Teherán | 2018 |

(*) Incluyendo la selección